# Władysław Mierzwiński
Władysław Mierzwiński (ur. 21 października 1848 w Warszawie, zm. 14 lipca 1909 w Paryżu) – polski śpiewak (tenor), członek honorowy Towarzystwa Gimnastycznego „Sokół” w Krakowie.
Był synem Józefa Mierzwińskiego właściciela przedsiębiorstwa budowlanego i Eleonory ze Szpakowskich. Po ukończeniu gimnazjum uczył się w Instytucie Muzycznym w Warszawie. Następnie kształcił się we Włoszech.  Debiutował w operze paryskiej w partii Raula w Hugenotach Giacomo Meyerbeera. W Paryżu występował do 1875 r., następnie w Lyonie.
Uzyskał również tytuły nadwornego śpiewaka w Berlinie i Wiedniu. W 1887 roku z wielkim sukcesem występował w ówczesnych Prusach Zachodnich, gdzie był przyjmowany entuzjastycznie zarówno przez polską jak i niemiecką publiczność m.in. w Toruniu (7 października), Grudziądzu, Inowrocławiu, a także w Gdańsku.
W 1893 r. zachorował na gardło, musiał poddać się operacji i stracił głos. Po kilku latach (w 1896 r.) próbował jeszcze koncertować,  wystąpił w Warszawie, Wilnie i Kijowie – nie odniósł już jednak sukcesu.
Potem był w Paryżu portierem hotelowym, korzystał z pomocy Jana Reszke. Pochowany został w grobie dla ubogich